# キモロドン亜目
キモロドン亜目（‐あもく）は白亜紀から始新世まで栄えた哺乳類の分類群。北半球中に分布し、多丘歯目の中で進化した一群であった。今日の齧歯類的なニッチに納まっていたと考えられる。より原始的な多丘歯類は「プラギオラキド亜目」（Plagiaulacida）とされる。
キモロドン亜目は単系統であると考えられる。特殊な非公式のパラキメクソミス類として知られ、上科にジャドクタテリウム上科、タエニオラビス上科、プティロドゥス上科がある。また不確かだが類似した分類群にキモロミス科と、ボフィウス科、エウコスモドン科、コガイオノン科、ミクロコスモドン科およびウズベクバータル属、ウィリドミス属があり、これらの正確な分類は更なる発見と分析が待たれる。